# Monforte San Giorgio
Monforte San Giorgio (Munforti in siciliano) è un comune italiano di 2 442 abitanti della città metropolitana di Messina in Sicilia.

## Geografia fisica
Sorge a 260 metri sul livello del mare, nella Valle del Niceto e sulle prime pendici dei monti Peloritani.

## Storia
Lo storico Tommaso Fazello documenta il centro due miglia distante da Gualtieri Sicaminò, quest'ultima dista sei miglia dal castello di Milazzo, leggermente ad est rispetto alla cittadina di Santa Lucia del Mela. Nel breve raggio di un paio di miglia le cittadine di Condrò, Roccavaldina, Maurojanni, Venetico e Rometta.

### Simboli
Lo stemma comunale e il gonfalone sono stati concessi con decreto del presidente della Repubblica Pertini del 2 agosto 1982.
Il gonfalone è un drappo di azzurro.
Lo stemma è una rielaborazione degli emblemi civici presenti nella Raccolta degli stemmi dei Comuni siciliani eseguiti nel 1943 
dal disegnatore Giuseppe Simonelli e custoditi presso l'Archivio di Stato di Palermo. Questi stemmi fanno tutti riferimento alle figure araldiche dello stemma borbonico del Regno delle Due Sicilie.

## Monumenti e luoghi d'interesse

### Architetture religiose
- Duomo di San Giorgio Martire. Tra le opere d'arte custodite è documentato un Polittico del 1530 raffigurante la Madonna con Bambino ritratta con il Cristo Risorto, gli Apostoli e Santi, tra essi il patrono San Giorgio Martire, la compatrona Sant'Agata, San Pietro, San Paolo, San Giovanni Evangelista, Santa Margherita, Santa Caterina d'Alessandria, Sant'Emidio, opera autografa recante la dicitura "Rosalibba 1530".[7]
- Chiesa di Gesù e Maria
- Chiesa di San Michele Arcangelo, ruderi (1200)
- Chiesa di Sant'Agata
- Chiesa del Carmine ed ex convento dell'Ordine carmelitano (1547)
- Chiesa della Trinità (1666)
- Chiesa di San Francesco di Paola e convento dell'Ordine dei minimi
- Chiesa di Sant'Atanasio (XVI secolo)
- Chiesa di Sant'Antonio (XVII secolo)

### Architetture militari
- Castello di Monforte San Giorgio

## Società

### Evoluzione demografica
Abitanti censiti

## Cultura

### Istruzione
Tutte le scuole presenti nel territorio comunale fanno parte dell'Istituto Comprensivo di Torregrotta.

## Economia
L'economia si basa sull'agricoltura; principalmente sulla coltivazione di agrumi e ulivi, oltre che sulla pesca sbergia. 
In crescita sono i servizi e il settore terziario.

## Infrastrutture e trasporti
Le principali arterie che servono il comune sono la Strada statale 113 Settentrionale Sicula nella frazione Marina e la strada provinciale n.60 che da Torregrotta consente di raggiungere Monforte San Giorgio.
La fermata ferroviaria più vicina è la stazione di Torregrotta, lungo la direttrice Palermo-Messina.

## Amministrazione
Di seguito è presentata una tabella relativa alle amministrazioni che si sono succedute in questo comune.
| Periodo        | Periodo        | Primo cittadino      | Partito                   | Carica  | Note   |
| -------------- | -------------- | -------------------- | ------------------------- | ------- | ------ |
| 3 giugno 1985  | 20 giugno 1990 | Vincenzo Pavone      | Democrazia Cristiana      | Sindaco | [ 11 ] |
| 20 giugno 1990 | 13 giugno 1994 | Vincenzo Galeano     | Democrazia Cristiana      | Sindaco | [ 11 ] |
| 14 giugno 1994 | 25 maggio 1998 | Francesco Giorgianni | Partito Popolare Italiano | Sindaco | [ 11 ] |
| 25 maggio 1998 | 27 maggio 2003 | Francesco Giorgianni | lista civica              | Sindaco | [ 11 ] |
| 27 maggio 2003 | 17 giugno 2008 | Antonino Romanzo     | lista civica              | Sindaco | [ 11 ] |
| 17 giugno 2008 | 8 luglio 2013  | Antonino Romanzo     | lista civica              | Sindaco | [ 11 ] |
| 11 giugno 2013 | 29 maggio 2023 | Giuseppe Cannistrà   | lista civica              | Sindaco | [ 11 ] |
| 30 maggio 2023 | in carica      | Antonio Pinizzotto   | lista civica              | Sindaco | [ 11 ] |

### Gemellaggi
- Monforte del Cid
- Montfort-sur-Risle
- Gabrovo
- Rometta

### Altre informazioni amministrative
Il comune di Monforte San Giorgio fa parte della regione agraria n.9 (Colline litoranee di Milazzo).
Il comune di Monforte San Giorgio è stato inserito tra le "100 Mete d'Italia" per l'anno 2017 ricevendo il Premio “Vite” destinato alla meta d’Italia che ha saputo esaltare e trasmettere, attraverso la conoscenza e la sopravvivenza del folclore, i colori e i sapori del proprio territorio.